# سفارة إندونيسيا لدى البحرين
سفارة إندونيسيا لدى البحرين هي البعثة الدبلوماسية لجمهورية إندونيسيا لدى مملكة البحرين، وتقع بالعاصمة المنامة.